# Chamadevi

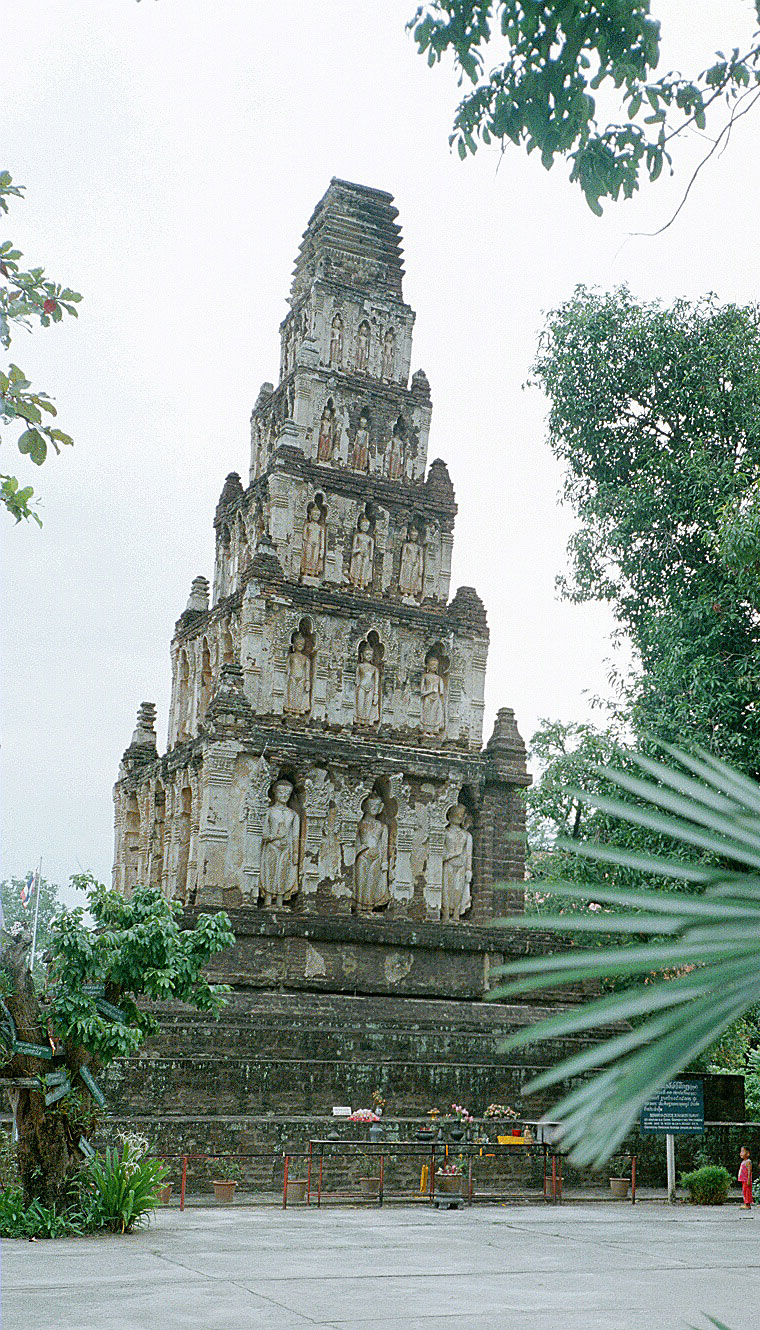
Prasat-Chedi im Hariphunchai-Stil im Wat Chamathewi, Lamphun

Cāmadevī (Pali; thailändisch พระนางจามเทวี, Phra Nang Chamathewi; 7. bis 8. oder frühes 9. Jahrhundert n. Chr.) ist eine wohl historische Herrscherin von Hariphunchai, einem zur Dvaravati-Kultur gehörenden Reich der Mon im heutigen Nord-Thailand. Um sie spinnen sich zahlreiche Legenden. Unter anderem ist sie die Hauptfigur des in Pali verfassten Cāmadevīvaṃsa, einem Werk des Mönchs Mahāthera Bodhiraṃsi aus Chiang Mai aus dem 15. Jahrhundert.

## Legende

### Historisches
Cāmadevī stammte ursprünglich aus Lavo, dem heutigen Lop Buri. Ihr Vater war der dortige Mon-Herrscher und sandte sie nach Norden, um die Zivilisation und den Buddhismus in die dortige Gegend zu bringen. Wir wissen relativ wenig über die historische Person, dafür ist die Legende umso lebendiger – und auch heute noch hat Cāmadevī einen besonderen Platz in der traditionellen Kultur des Nordens.

### Findelkind und Jugend
Die Chroniken des Nordens, insbesondere der oft mit der Königin in Verbindung gebrachte Kon-Gesang, erzählen uns, dass sie als Neugeborenes von einem Einsiedler in einer riesigen Lotosblüte aufgefunden wurde. Er zog sie als Findelkind auf, beschützte sie und sorgte für ihre Ausbildung, bevor er sie nach Lop Buri sandte, wo sie vom König angenommen wurde, der für die Vervollständigung ihrer Ausbildung sorgte. Ob sie einen seiner Söhne heiratete, bleibt unklar, jedenfalls aber wurde sie schwanger. Und möglicherweise sandte sie der König nach Norden, weil sie unverheiratet schwanger geworden war.
Auch soll sie im Tempel vor einer Buddhastatue über eine brennende Leuchte gestiegen sein, und für diese unverzeihliche Sünde wurde sie verflucht. Der Legende nach hatte sie anschließend einen ausgeprägten Körpergeruch, der auf weite Entfernungen hin wahrgenommen wurde. Auf dem Weg nach Norden soll sie im Fluss gebadet haben, woraufhin das Wasser so sehr stank, dass sich am Ufer die Geier versammelten, die einen toten Elefanten im Wasser zu finden glaubten.

### Gründung von Hariphunchai
Später kehrte Cāmadevī mit großem Gefolge auf dem Mae Nam Chao Phraya und dem Mae Nam Ping zur Heimat ihres ersten Ziehvaters zurück, der mittlerweile wunderbarerweise eine Stadt für sie aufgebaut hatte, Hariphunchai. Sie gebar kurz nach ihrer Ankunft Zwillinge, die die Erbfolge sicherten. Das war sehr günstig, denn die Legende berichtet, dass einige Mon in der Gegend ihr nicht besonders wohlgesinnt waren. Insbesondere der Herrscher der Lawa, die in der Nähe des Doi Suthep siedelten, König Luang Viranga, fühlte sich zurückgestoßen, als sie seinen Heiratsantrag abwies oder sie ihn zumindest eine Zeit lang mit einer Antwort hinhielt.

### Viranga
Dann jedoch musste sie sich den militärischen Verhältnissen fügen und einigte sich mit Viranga auf eine Wette: Wenn er einen Speer vom Doi Suthep in ihre von Wällen umgebene Stadt werfen könne, so würde sie ihm ihre Hand geben. Dies war insofern eine große Herausforderung, dass der Gipfel des Doi Suthep mehr als 20 km von Hariphunchai entfernt lag.
Der Legende nach warf Viranga seinen Speer bis kurz vor die Mauern der Stadt, was die Königin ihrerseits auf höchste alarmierte. Aus Angst, er könne doch erfolgreich sein, sandte sie ihm ein Danaergeschenk in Form eines Hutes, der aus ihrem mit Menstruationsblut befleckten Unterkleid gefertigt war. Viranga war hocherfreut über das Geschenk, zeigte es doch die Wertschätzung, die ihm die Königin erwies, und setzte den Hut auf.
Der zweite Wurf kam nicht weit von seinen Füßen auf die Erde. Viranga erkannte nun den wahren Charakter des Geschenks, das er für ein Kompliment gehalten hatte: Es war eine Täuschung und beraubte ihn aller seiner Kräfte. Er war tief enttäuscht und verzweifelt.
Den dritten Wurf mit seinem Speer setzte Viranga senkrecht in die Luft, der Speer fiel zurück zur Erde und traf ihn tödlich in der Brust. Trotzdem ist Viranga auch heute noch ein respektierter Charakter in der Überlieferung des Volkes und erscheint in einigen der wichtigsten Zeremonien.

### Königin
Cāmadevī überlebte und sah ihre Stadt wachsen und ihren Einflussbereich sich vergrößern.

## Wirkung
Heute gibt es einen nach der Königin benannten Wat Chamathewi in Lamphun.
In einigen Zeremonien des Nordens wird Cāmadevī als hochverehrte Person dargestellt.